# Fausto Cunha
Fausto Fernandes da Cunha Filho (Recife, 1924 — Rio de Janeiro, 2004) foi um jornalista, crítico literário e escritor brasileiro. 
Foi um dos maiores críticos literários do país, escrevendo uma prestigiada coluna no suplemento literário do jornal Correio da Manhã, segundo Carlos Heitor Cony.
 Como escritor publicou obras de ficção científica, gênero do qual também foi editor no país.
No período de 1949 a 1951 participa do grupo literário "Café da Manhã", coordenado por Dinah Silveira de Queiroz e com a participação de vários outros membros, como Renard Perez e Samuel Rawet. Mais tarde, Cunha veio a integrar o que ele mesmo chamaria de "Geração GRD", das iniciais do editor Gumercindo Rocha Dorea, que promovera os autores ligados à ficção científica, sendo Cunha considerado um dos principais autores da chamada "Primeira Onda da Ficção Científica Brasileira".
Passou os últimos anos de vida afastado das atividades públicas, a ponto de ser considerado um ermitão; morreu de causa não revelada, sem haver deixado descendência.

## Obras
- As Noites Marcianas, editora GRD, 1960 (contos de ficção científica)
- O Beijo Antes do Sono (romance, 1974)
- O Lobo do Espaço (juvenil, 1977)
- O Dia da Nuvem (novelas, 1980)
- Mário Quintana (biografia)
- Biografia Critica das Letras Mineiras, com Waltensir Dutra.